# Itmam al-hujjah
Itmām al-hujjah (arabiska: اتمام الحجة 	"slutförandet av bevis", från itmāmu, "utförande, genomförande" och ḥuǧǧatu, "förevändning, bevis") är ett islamiskt begrepp som betecknar att den religiösa sanningen helt har förtydligats genom en av Guds sändebud och gjorts tillgänglig för människor, som inte anses ha någon ursäkt för att förneka den.